# ベイクック
ベイクックコーポレーション株式会社は、長野県長野市にある米穀販売業を主体とする企業。

## 概要
長野県全域で主に米穀の販売、加工などを行う。米穀取扱数量は年35,000t。
ベイクックの歌やダンスのCMの影響で長野県内では有名な会社である。 

## 沿革
- 1996年（平成8年）
  - 5月1日 - 長水食糧販売事業協同組合・松筑食糧卸事業協同組合・東信米穀卸事業協同組合が合併し、協同組合しなの設立
  - 5月16日 - ベイクックコーポレーション株式会社設立。協同組合しなのから営業権を譲受し、6月1日から営業開始[1]

## 事業所
- 本社・工場 - 長野県長野市風間2452番地
- 炊飯部・炊飯工場 - 長野県長野市北長池1894番地2